# 项兆伦
项兆伦（1959年1月—），江苏无锡人，1983年毕业于南京师范学院中文系，1985年7月加入中国共产党，大学本科学历。曾经担任国务院总理温家宝办公室主任，文旅部副部长、党组成员。
2005年，担任中共江西九江市委副书记。2006年，升任国务院办公厅秘书一局局长，2007年1月被任命为国务院副秘书长，后接替丘小雄，而兼任温家宝总理办公室主任，2013年卸任后出任文化部副部长、党组成员。